# Grewia douliotii
Grewia douliotii är en malvaväxtart som beskrevs av R. Viguier. Grewia douliotii ingår i släktet Grewia och familjen malvaväxter. Inga underarter finns listade i Catalogue of Life.